# Léon Duguit
Léon Duguit (1859–1928) là nhà luật học người Pháp chuyên về luật công, ông nổi tiếng với phương pháp thực chứng xã hội học. Là bạn đồng môn của Émile Durkheim tại Bordeaux (sau một thời gian sống tại Caean từ 1882 tới 1886, ông trở thành giáo sư công pháp và là trưởng khoa luật Đại học Bordeaux. Ông dành vị trí thứ sáu trong kì thi thạc sĩ luật công, trong khi Maurice Hauriou dành vị trí thủ khoa.
Là người đại diện cho trường phái dịch vụ công, còn được biết tới với tên gọi trường phái Bordeaux (gồm có Léon Duguit, Gaston Jèze, Roger Bonnard, André de Laubadère et Latournerie), lý thuyết của ông đối lập với Maurice Hauriou, trưởng khoa Luật Toulouse, người đúng đầu trường phái sức mạnh công.
Duguit cũng đồng thời là người đóng góp lớn cho lý thuyết pháp lý về nhà nước pháp quyền.

## Tác phẩm
1. Nhà nước, pháp luật khách thể và luật thực định (L'État, le droit objectif et la loi positive)
2. Nhà nước, chính quyền và viên chức (L'État les gouvernants et les agents)
3. Chủ quyền và tự do (Souveraineté et liberté)
4. Những chuyển biến của luật công (Les transformations du droit public)
5. Bài giảng luật hiến pháp (Traité de Droit constitutionnel)